# Annecy-le-Vieux
Annecy-le-Vieux (prononcé [an.si-] (ou [a.nə.si-]) [-lə vjø]) est une ancienne commune française située dans le département de la Haute-Savoie, en région Auvergne-Rhône-Alpes. Au 1er janvier 2017, elle fusionne avec les communes d'Annecy, de Cran-Gevrier, de Meythet, de Pringy et de Seynod, pour former une nouvelle commune, nommée Annecy, de 121 809 habitants (données 2013).
Cette cité, qui s’étend au-delà des rives nord-est du lac d'Annecy, est devenue la banlieue très résidentielle de l’agglomération d’Annecy, à moins de 3 km de son centre-ville.
Au dernier recensement de 2014, l'ancienne commune comptait 20 469 habitants.

## Géographie

### Localisation

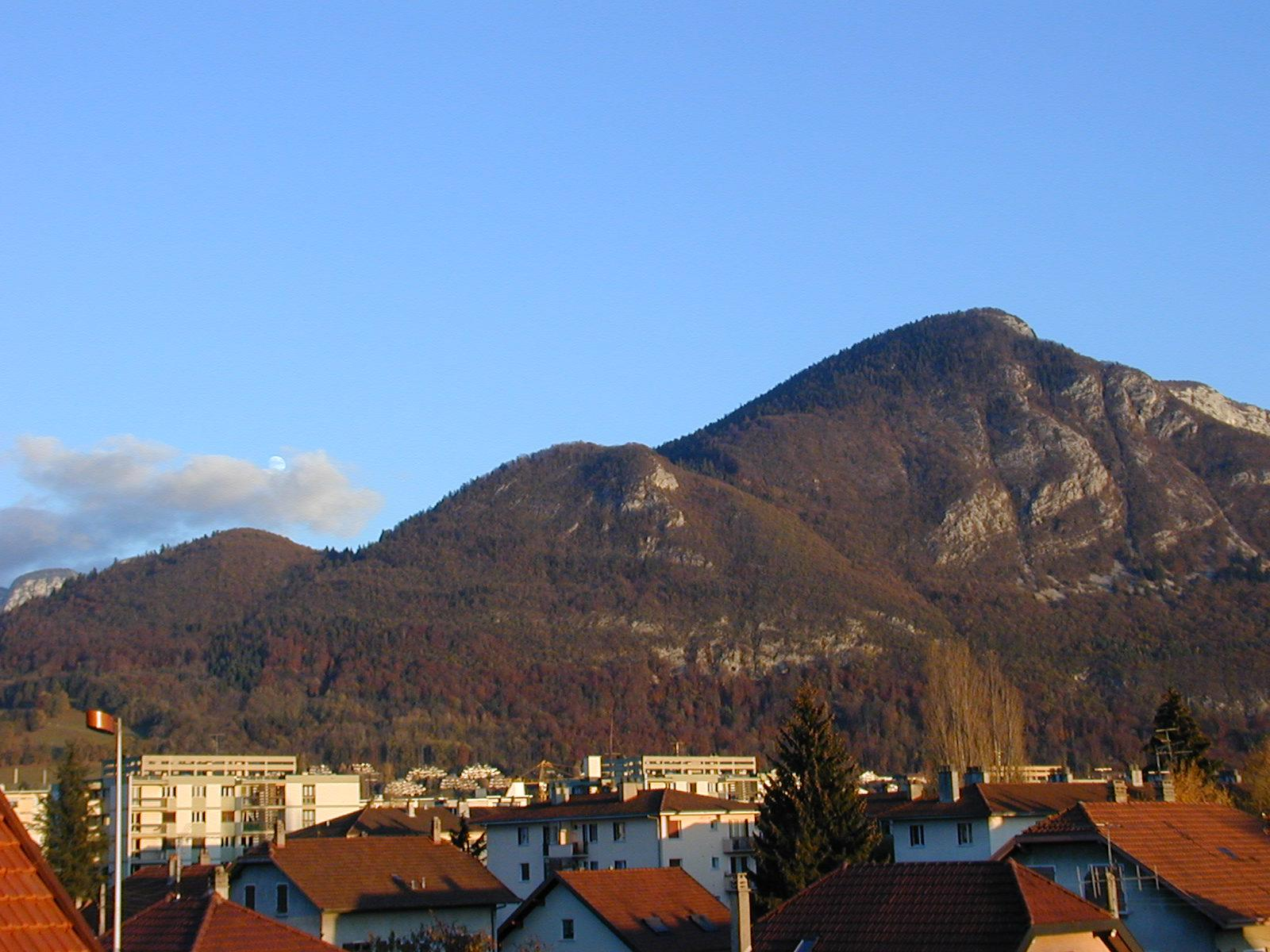
Les monts Rampignon, Rampon et Veyrier dominant les quartiers des Barattes et des Pommaries.

La superficie de la commune est de 1 702 hectares (17,02 km2) : 50 % urbanisés avec 33 hectares d’espaces publics boisés, et 50 % en terres agricoles et forêts.
La commune est située sur les premiers contreforts du mont Veyrier (1 291 m), sur un site de collines s’étendant entre 448 et 1 160 m d’altitude, en fait une ancienne langue morainique à la jonction de deux anciens grands glaciers. Elle borde le lac d'Annecy sur 1 700 m au sud et l’imposant torrent du Fier sur 12 km au nord.
La commune jouit d’une forêt communale de 296 hectares (3 km2) qui est une petite partie de la forêt du Mont-Veyrier et dont 174 hectares sont exploités en épicéas, sapins et hêtres. Le reste est occupé par des peuplements chétifs ou inaccessibles. D'autre part elle accueille sur son territoire, quatre ensembles naturels significatifs :
- la partie nord-ouest de la forêt du Mont Veyrier ;
- le vallon, les gorges et les berges du Fier ;
- le bois des Glaisins ;
- les berges et les roselières du lac d'Annecy.

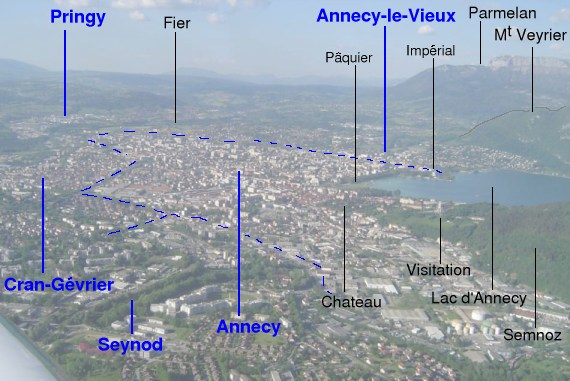
Carte légendée d'Annecy-le-Vieux dans l'agglomération d'Annecy.

#### Communes limitrophes
| Épagny-Metz-Tessy, Pringy, Argonay | Argonay         | Naves-Parmelan, Villaz |
| Annecy, Meythet                    | Annecy-le-Vieux | Dingy-Saint-Clair      |
| Annecy                             | Veyrier-du-Lac  | Alex, Veyrier-du-Lac   |

### Climat
Le climat y est de type montagnard en raison de la présence du Semnoz, du mont Veyrier mais également des Bauges et des Bornes. Cependant, les effets y sont quelque peu atténués en raison de la présence du lac qui tempère localement le bassin annécien, bien que les hivers restent froids en raison de l'altitude de la commune. La station de référence de Météo France, pour la ville d'Annecy-le-Vieux, se situe à une altitude de 458 mètres sur la commune de Meythet.
| Ville             | Ensoleillement | Pluie     | Neige   | Orage   | Brouillard |
| ----------------- | -------------- | --------- | ------- | ------- | ---------- |
| Paris             | 1 797 h/an     | 642 mm/an | 15 j/an | 19 j/an | 13 j/an    |
| Nice              | 2 694 h/an     | 767 mm/an | 1 j/an  | 31 j/an | 1 j/an     |
| Strasbourg        | 1 637 h/an     | 610 mm/an | 30 j/an | 29 j/an | 65 j/an    |
| Annecy-le-Vieux   | 1 942 h/an     | 906 mm/an | 26 j/an | 32 j/an | 25 j/an    |
| Moyenne nationale | 1 973 h/an     | 770 mm/an | 14 j/an | 22 j/an | 40 j/an    |

Voici un aperçu dans le tableau ci-dessous pour l'année 2007 :
| Mois                                   | J  | F  | M  | A  | M  | J  | J  | A  | S  | O  | N  | D  |
| -------------------------------------- | -- | -- | -- | -- | -- | -- | -- | -- | -- | -- | -- | -- |
| Températures maximales moyennes (°C)   | 3  | 6  | 9  | 13 | 18 | 22 | 24 | 24 | 21 | 14 | 8  | 4  |
| Températures minimales moyennes (°C)   | -2 | -1 | 1  | 3  | 7  | 11 | 12 | 11 | 9  | 6  | 2  | 1  |
| Températures moyennes (°C)             | 1  | 2  | 5  | 9  | 13 | 17 | 19 | 18 | 15 | 10 | 5  | 2  |
| Précipitations (hauteur moyenne en mm) | 74 | 74 | 74 | 61 | 71 | 84 | 66 | 79 | 79 | 74 | 89 | 81 |
| Source: Météo France et Météo123       |    |    |    |    |    |    |    |    |    |    |    |    |

### Voies de communications et transports

#### Voies routières
52 parkings publics offraient en 2006 un total de 2 831 places de stationnements gratuites, auxquelles s'ajoutent des milliers de places de stationnements gratuites le long des voies publiques.
Un parking aménagé réservé aux camping-cars.
La voie rapide des Aravis qui assure la liaison entre la sortie Annecy-Nord de l'autoroute et le défilé de Dingy, entrée du massif des Bornes, longe la commune au nord.

#### Pistes cyclables
On trouve sur la commune 33,6 kilomètres d'itinéraires cyclables dont la grande majorité en site propre et paysager. Il faut signaler aussi la présence de 16 garages à vélo offrant ainsi un total de 153 places.

#### Transport ferroviaire
La gare d'Annecy est à 3 km du centre-ville.
Dans le passé, il existait une ligne ferrée de tramway vers Thônes dans le massif des Aravis. Une gare desservait alors la commune.

#### Transports en commun
On trouve en semaine huit lignes de bus de la Sibra qui irriguent la commune (1, 2, 3, 4, 9, 14 et 17), et autant en soirée (M et N) que les dimanches et jours fériés (I et L).

#### Transports aériens
Distance avec les proches aéroports :
- Aéroport d'Annecy Haute-Savoie Mont-Blanc à 5 km du centre-ville,
- Aéroport international de Genève à 38 km du centre-ville,
- Aéroport de Lyon-Saint-Exupéry à 135 km du centre-ville.

## Urbanisme

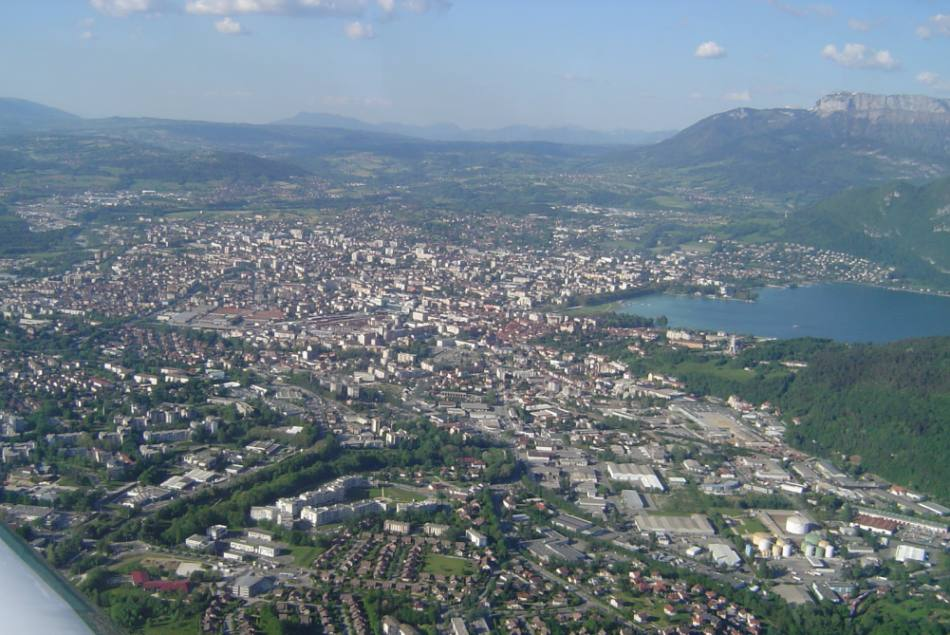
Vue aérienne d'Annecy-le-Vieux dans l'agglomération.

### Logement
Les prix de l’immobilier sont très élevés sur cette commune : 3 427 € du m2 (automne 2003) en moyenne pour une maison (2 357 € le m2 en moyenne sur l’agglomération), selon les agents de la FNAIM.
Les taxes : habitation 2003 : 14,45 % - foncière bâtie 24,36 % - professionnelle 27,02 %.
La ville dispose entre autres de 36 hôtels pour 1 398 chambres, 1 auberge de jeunesse pour 100 lits et 125 meublés de tourisme.
Exemples :
Le service logement « Jeunes Act Habitat » est présent dans la ville.
5 résidences pour étudiants : Évires (130 chambres), Pré-Saint-Jean (150 chambres), Louis-Armand (176 studios), Jean-Monnet (135 studios) et Tom-Morel (174 T1, CROUS).
La résidence « La Mélitte » pour les jeunes en formation, en apprentissage, stagiaires, en premier emploi des jeunes salariés et en période d'essai, propose 57 logements.
Les logements sociaux s'étendaient sur 16,34 % du parc en mars 2008 (1 410 unités en janvier 2007 (15 % du parc) et 1 176 en août 2006). La municipalité demande, d'ailleurs, systématiquement aux promoteurs privés de réaliser un minimum de logements aidés dans chaque nouveau projet.

### Projets d'aménagements
Prochainement des travaux importants vont permettre de mettre en valeur l'ensemble du patrimoine lacustre de la commune et permettre le côtoiement en sécurité de tous les modes de déplacement par la création d'une voie paysagère.

### Voirie
En 1988, le fait qu'Annecy-le-Vieux ait multiplié les artères et les espaces habités a augmenté d’autant le nombre des noms de rues qui atteint, alors, deux-cents sur le plan de la commune.
Un tiers d’entre elles a conservé et mis en valeur ces anciens noms. Mais Annecy-le-Vieux a pris le parti de grouper les nouveaux noms du reste des rues par thèmes et, parmi ceux-ci, de donner une large place à la nature :
- Treize rues ont des noms d’oiseaux. Albigny donne la préférence aux oiseaux du lac : cols verts, cygnes, foulques, grèbes, mouettes et sarcelles. S’y ajoutent, égaillés dans la commune, les grives, les martinets, les merles, les mésanges, les pinsons et les rouges-gorges.
- La végétation est omniprésente avec :
  - Les impasses du Bocage, des Glycines, des Rosiers ;
  - Les allées des Cèdres, de la Clé des Champs, des Coquelicots, des Cyclamens, de la Marjolaine, des Platanes, des Sainfoins, des Tilleuls ;
  - Les rues des Champs, des Haies Vives et du Pré d’avril ;
  - L’avenue de Montfleury.
- La montagne voisine a inspiré les noms des rues du Ramponnet et des Grottes, de la route du Mont-Baron. Quatre noms ont été empruntés au Parmelan : les allées du Perthuis, de la Blonnière, du Petit-Montoir et du Grand-Montoir. Les marmottes ont une rue, les chamois et les écureuils une impasse.
- L’aviation est présente avec Hélène Boucher, Blériot, Guynemer et son escadrille « les cigognes », Mermoz et « l’Arc-en-Ciel », Saint-Exupéry.
- Les arts et les artistes sont en bonne position avec la rue des Muses, la place Gabriel-Fauré, les allées Guillaume-Apollinaire, Lamartine, Péguy, Ronsard et Villon.

## Toponymie
Le nom d'Annecy serait issu de celui d'une importante villa gallo-romaine, située sur le coteau d'Annecy-le-Vieux et centre d'une exploitation agricole, d'un fundus, à la suite de l'abandon du site des Fins vers les VIIe – VIIIe siècles. En tout cas, un grand domaine sur la colline d'Annecy-le-Vieux (devenu un fiscus royal au siècle suivant) est bien mentionné sous la forme Anericiacum au IXe siècle ou encore Anicius, Aniciacus ou villa Aniciaca au Moyen Âge, composé tardif en -acum, suffixe d'origine gauloise marquant la propriété, précédé d'un nom de personne germanique Anerīk ou Annarigus,.
Les mentions sont nombreuses dans les chartes et documents de la période médiévale, de même que les formes prises pour désigner le bourg. Ainsi, dans le cartulaire de l'abbaye de Talloires de la fin du XIIe siècle-début du XIIIe siècle, on retrouve les formes diverses suivantes Ananssiaco [Annecicao] novo ; Annasseu [Anassetu, Anasseu] ; Anassiaci novi (parfois Anassiaci burgi, Anassiaci) ; Anasiacensis ou encore Annessiacum.
Le bourg prit le nom d'Annecy-le-Vieux à la fondation de la ville fortifiée d'Annecy-le-Neuf en 1107.
La commune se dit, en francoprovençal, In-nsi l Vyu (graphie de Conflans) ou Èneci / Ènneci (ORB).

## Histoire

### Préhistoire et époque gallo-romaine
Des populations occupaient déjà les rives du lac d'Annecy entre -4000 et -900 et il s’agissait surtout de cultivateurs et de pêcheurs.
Les Celtes Allobroges occupèrent à leur tour les territoires des Préalpes, des montagnes de Savoie et des rives des grands lacs. Ils eurent très vite des contacts commerciaux avec les territoires « italiens ». Occupés dès -121, les Allobroges sont définitivement battus par les légions romaines en -62 et leur territoire s’ouvre à la colonisation romaine.
Les Romains s’installèrent à partir de -50 sur la rive nord du lac d’Annecy, dans la plaine des Fins, au pied du site d’Annecy-le-Vieux, et fondèrent la ville de Boutae (future Annecy), qui regroupa près de 2 000 habitants entre le IIe et le Ve siècle ; elle occupait une position stratégique au carrefour de trois grandes voies romaines de communication (Italie, Genève, Vienne cisalpine).
À cette même époque, un propriétaire romain du nom d’Annicius — peut-être de la célèbre et puissante famille de patriciens romains, les Annici — avait une importante villa baptisée Anniciaca, située sur le coteau en contrebas du mont Veyrier, à l’emplacement actuel du chef-lieu d’Annecy-le-Vieux, d’où il dominait la plaine des Fins et le lac. Les villas romaines étaient en fait de puissantes exploitations agricoles qui pouvaient regrouper plus d’une centaine de personnes.

### Période féodale
Avec l’affaiblissement de l’Empire romain, de nombreuses tribus barbares déferlent à travers la Gaule. Les Burgondes occupèrent un certain temps la région et laissèrent de nombreux témoignages archéologiques, mais les trop nombreuses attaques, incendies, pillages et tueries, sonnèrent le glas pour la cité romaine de Boutae, et au VIe siècle la population finit par complètement abandonner la ville pour se réfugier sur les collines avoisinantes.
La villa Anniciaca accueillit de nouveaux habitants et se fortifia pour protéger sa population, tout en continuant de vivre essentiellement de l’exploitation agricole. Du VIe au XIIe siècle, Anniciaca connut son heure de gloire, en devenant une véritable capitale rurale.
À partir de l’an 1107, la nouvelle ville fortifiée d’Annecy-le-Neuf commence à prendre de l’importance, l’ancienne Anniciaca, devenue Annecy-le-Vieux perd sa position hégémonique, et retourne à ses occupations agricoles (vigne, céréales, élevage), mais garde un certain caractère résidentiel, avec de nombreux manoirs et relais de chasse, appartenant aux nobles et aux bourgeois d’Annecy-le-Neuf.

### DuXIXesiècleà 2016

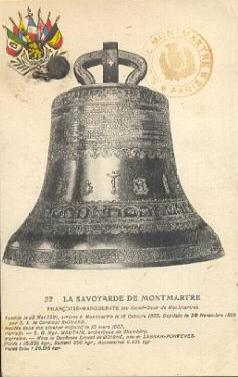
Fonderie de cloches Paccard.

Le caractère résidentiel de la commune va se confirmer au XIXe siècle et au début du XXe siècle, lorsque de nombreux artistes viennent séjourner ou se retirer à Annecy-le-Vieux, pour créer, s’y reposer, et profiter des magnifiques vues sur le lac et les montagnes : Eugène Sue, Astolphe de Custine, John Ruskin et Gabriel Fauré, entre autres, devinrent des fidèles de la commune.
Au milieu du XIXe siècle, sur les terrains du bas de la commune, s’installent quelques industries, dont les deux fleurons furent la minoterie Cléchet et la fonderie de cloches Paccard, qui a porté le renom d’Annecy-le-Vieux dans le monde entier. La cloche « La Savoyarde » du Sacré-Cœur à Paris a été coulée à Annecy-le-Vieux en 1891. Ce bourdon, toujours un des plus gros du monde, pèse 18 835 kg, mesure 3,06 m de hauteur pour 9,60 m de circonférence extérieure, avec une épaisseur à la base de 22 cm, et un battant de 850 kg.
Avec le rattachement de la Savoie à la France et l'arrivée du chemin de fer, les vins français viennent concurrencer dangereusement les vins d'Annecy-le-Vieux, mais ce sont surtout les attaques du mildiou, puis du phylloxéra, qui aboutissent à la diminution, puis à la disparition complète de la production vinicole, au début du XXe siècle.
En 1973, les habitants d’Annecy-le-Vieux choisissent de rester indépendants et refusent la fusion-absorption proposée par Annecy, sa voisine et sœur.
Au 1er janvier 2017, elle fusionne avec les communes d'Annecy, de Cran-Gevrier, de Meythet, de Pringy et de Seynod, pour former une nouvelle commune, nommée Annecy, de 121 809 habitants (données 2013).

## Politique et administration
Le service proximité (depuis 1997) est l'interlocuteur privilégié des habitants pour tous leurs soucis quotidiens : sécurité routière, sécurité urbaine, aménagements de voirie, nuisances sonores, soucis de voisinage, propreté canine, partage de la rue. Il organise chaque année la fête des voisins. On trouve également le centre technique municipal (projet d'extension en cours).

### Budgets
Le budget 2006 de la ville en dépenses réelles se monte à 26 millions d’euros, soit 17,3 M.€ en fonctionnement et 8,7 M.€ en investissement. L’autofinancement dégagé est d’environ 2,1 millions d’euros.
Le budget 2008 s'est monté à 28,141 millions d'euros, soit 18,866 M.€ en fonctionnement et 9,275 M.€ en investissement. L'autofinancement dégagé est de 1,905 M.€.
Le budget initial 2012 est de 32,7 M.€ dont 23,4 M.€ en fonctionnement et 9,3 M.€ en investissement. L'autofinancement dégagé est de 2,0 M.€.

### Tendances politiques
La commune d'Annecy-le-Vieux reste, bien qu'une opposition de gauche existe, une ville traditionnellement de droite. C'est d'ailleurs, depuis 1989, ou depuis l'élection de Bernard Accoyer battant le maire sortant UDF Jean Brocard, que les listes de droite ont successivement remportées les suffrages aux élections municipales.

#### Élection municipale de 2008
Quatre listes se disputent le fauteuil du maire. Dont deux pour le centre, centre-droit : celle de l'ex-UMP Yves Mollier-Pierret qui a été désigné officiellement par le MoDem de François Bayrou, et celle de Georges Vernay, qui, s'il affiche la couleur orange du mouvement, est entré en dissidence. À gauche, le socialiste Jean-Jacques Pasquier est parvenu à fédérer le PS, les Verts et le PRG. Quant à Bernard Accoyer, il a parié sur une liste d'ouverture d'inspiration sarkoziste ; en effet, outre le champion olympique Edgar Grospiron, le maire sortant fait figurer sur sa liste un transfuge de l'opposition actuelle, le socialiste Alain Pitte. Les anciens duellistes formèrent, donc, un étonnant duo qui remporta, dès le premier tour, l'élection.

#### Élection municipale de 2014
En 2014, deux listes seulement se présentent au vote des électeurs. La liste « Union de la droite » conduite par Bernard Accoyer, remporte 62,77 % des suffrages exprimés au premier tour devant la liste « Union de la gauche » conduite par Jean-Jacques Pasquier avec 37,22 % des suffrages exprimés.

### Administration municipale
Le nombre d'habitants au dernier recensement étant compris entre 20 000 et 29 999, le nombre de membres du conseil municipal est de 35.
À la suite des élections municipales du 23 mars 2014, le partage de ces 35 sièges au sein du conseil municipal d'Annecy-le-Vieux est le suivant :

### Liste des maires de 1792 à 1815
De septembre 1792 à novembre 1815, le duché de Savoie est occupé par les troupes révolutionnaires françaises, puis impériales. En octobre 1792, la nouvelle organisation mise en place prévoit la création d’une assemblée générale de la municipalité avec un maire nommé.
| Période                                  | Période | Identité         | Étiquette | Qualité                          |
| ---------------------------------------- | ------- | ---------------- | --------- | -------------------------------- |
|                                          |         |                  |           |                                  |
| Les données manquantes sont à compléter. |         |                  |           |                                  |
| avant 1814                               | 1815    | Jean-Louis Ruphy |           | architecte, fils de Thomas Ruphy |
| Les données manquantes sont à compléter. |         |                  |           |                                  |

### Liste des maires de 1860 à 2016
En juin 1860, le duché de Savoie est réuni à la France. Les maires sont nommés par l’Empereur, pour une durée de quatre ans. À la suite de la chute du Second Empire, au cours des trois premières républiques, les maires sont de nouveaux à la tête des communes et sont élus par les citoyens. Durant la période du Régime de Vichy (1941-1944), le représentant de la commune est nommé.
Liste de l'ensemble des maires qui se sont succédé à la mairie d'Annecy-le-Vieux après l'Annexion de la Savoie à la France de 1860 :
| Période      | Période          | Identité         | Étiquette            | Qualité |
| ------------ | ---------------- | ---------------- | -------------------- | --- |
| 1860         | 1865             | Bernard Duparc   |                      | |
| 1865         | 1874             | Victor Paccard   |                      | |
| 1874         | 1875             | Gaétan Rochet    |                      | |
| 1875         | 1885             | Victor Paccard   |                      | |
| 1885         | 1895             | Ernest Mollard   |                      | |
| 1895         | 1898             | Auguste Mangé    |                      | |
| 1898         | 1910             | Auguste Fournier |                      | |
| 1910         | 1919             | François Girod   |                      | |
| 1919         | 1927             | Jean Coulloud    |                      | |
| 1927         | 1932             | Édouard Sallaz   |                      | |
| 1932         | 1947             | Jean-Marie Baud  |                      | |
| 1947         | 1949             | Louis Brunet     |                      | |
| 1949         | 1967             | André Rouge      |                      | |
| 1967         | mars 1977        | Pierre Agnès     |                      | |
| mars 1977    | 20 mars 1989     | Jean Brocard     | RI puis UDF-PR       | Contrôleur général des armées Député de la Haute-Savoie (1968 → 1993) Conseiller général d'Annecy-le-Vieux (1973 → 1992) Vice-président du conseil général de la Haute-Savoie (1976 → 1992)                    |
| 20 mars 1989 | 31 décembre 2016 | Bernard Accoyer  | RPR puis UMP puis LR | Médecin ORL Député de la Haute-Savoie (1re circ.) (1993 → 2017) Président de l'Assemblée nationale (2007 → 2012) Conseiller général d'Annecy-le-Vieux (1992 → 1998) 1er vice-président de la C2A (2001 → 2016) |

### Liste des maires délégués
| Période        | Période                    | Identité             | Étiquette | Qualité |
| -------------- | -------------------------- | -------------------- | --------- | --- |
| 2 janvier 2017 | 4 juillet 2020             | Bernard Accoyer      | LR        | Médecin ORL Député de la Haute-Savoie (1re circ.) (1993 → 2017) 1er vice-président du Grand Annecy (2017 → 2020) |
| 4 juillet 2020 | En cours (au 17 mars 2022) | Odile Ceriati-Mauris | DVD       | Professeure Conseillère départementale d'Annecy-3 (2021 → )                                                      |

### Instances judiciaires et administratives
- Sécurité publique : assurée par une gendarmerie et la police municipale.
- Services généraux : une trésorerie principale, une poste avec une plate-forme de distribution pour six communes (16 000 foyers, 39 facteurs[Quand ?]).

### Politique de développement durable

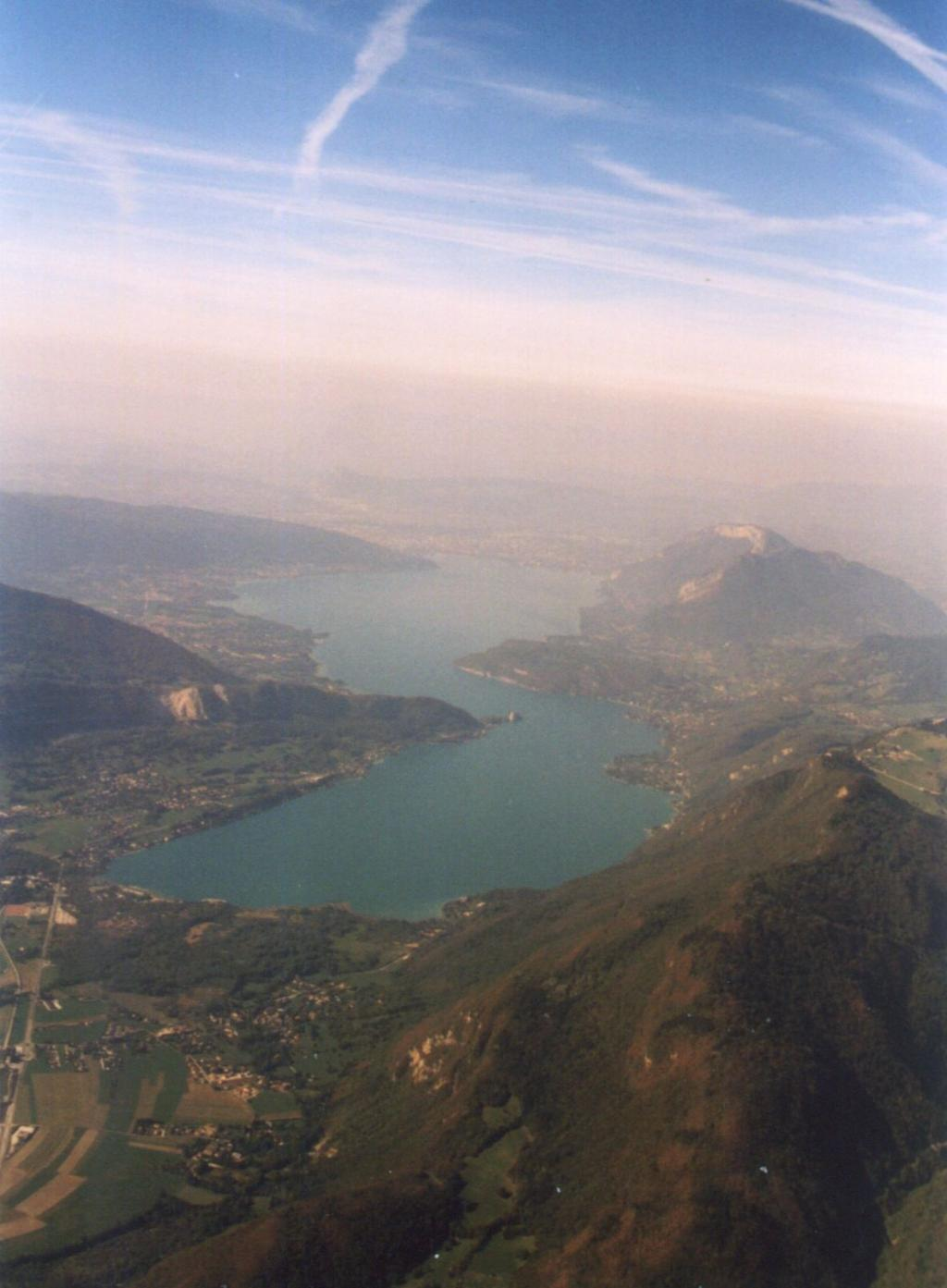
Le lac d'Annecy préservé par Annecy-le-Vieux.

La ville a engagé une politique de développement durable en lançant une démarche d'Agenda 21 en 2004.
Voici des exemples de la politique environnementale menée récemment par la mairie :
- la ville d'Annecy-le-Vieux s'est dotée d'une déchetterie ;
- il y a également actuellement un projet d'extension en cours ;
- les roselières, en bordure du lac, sont un cadre agréable de promenade. Elles ont été restaurées en 1999, sont entretenues et sont le lieu d’habitation de nombreux oiseaux. Une famille de castors en provenance du Bout-du-lac se sont installés en 2004 sur l'îlot du petit port ;
- un chemin lacustre sur passerelle a été créé en 2003 ;
- début 2007, l'acquisition de la dernière propriété (4 500 m2 pour 4,4 M€) de la commune ayant un accès direct au rivage va permettre de rendre au public l'ensemble de la presqu'île. Prochainement des travaux importants vont permettre de mettre en valeur l'ensemble du patrimoine lacustre de la commune et permettre le côtoiement en sécurité de tous les modes de déplacement par la création d'une voie paysagère. Cependant la commune contourne actuellement la loi littoral et son maire souhaite faire modifier celle-ci : Le but annoncé est de la rendre plus cohérente au vu de la position enclavée du lac parmi les montagnes, mais cet amendement pourrait également permettre le maintien des constructions aux pieds dans l'eau, ce qui en fait localement un sujet à controverse, l'opposition étant notamment soutenue par Bernard Bosson, ancien maire d'Annecy.

### Jumelages
| \| \| Dori                                 |
| Localisation du Burkina Faso dans le Monde |

| Localisation du Burkina Faso dans le Monde |

Annecy-le-Vieux est jumelée, depuis 1987, lorsque l’Afrique vivait une forte famine et demandait l’aide des pays occidentaux, avec Dori, ville du Burkina Faso et capitale de la région administrative du Sahel.
Dans le cadre du jumelage :
- À Dori, un comité local de jumelage a été mis en place dès 1987. Ce comité est chargé de promouvoir le jumelage. Il a été renouvelé en 2006 et rassemble aujourd’hui une quinzaine de personnes[15].
- À Annecy-le-Vieux, les missions du jumelage, sont assurées par l’association Échanges Sahel, créée en 1985. L’association, composée d’une vingtaine d’adhérents dont une douzaine de membres actifs, travaille actuellement sur plusieurs projets dont :
  - l’assainissement de Dori, par la mise en œuvre du plan de gestion des déchets solides et la mise en place d'un service technique municipal,
  - l’informatisation de sites, notamment en milieu scolaire, en partenariat avec Polytech' Savoie, a pour but d’équiper de micro-ordinateurs les structures d'enseignement locales (du primaire au lycée) et d’assurer la formation des utilisateurs sur place.
  - l'entretien de la Maison de la Femme à Dori, dont les tâches principales sont : l'alphabétisation et la diversification des activités des femmes[15].

Depuis 2013, Annecy-le-Vieux est également jumelée avec la ville chinoise de Yangshuo.

## Population et société

### Démographie

#### Évolution démographique
L'évolution du nombre d'habitants est connue à travers les recensements de la population effectués dans la commune depuis 1793. Pour les communes de plus de 10 000 habitants les recensements ont lieu chaque année à la suite d'une enquête par sondage auprès d'un échantillon d'adresses représentant 8 % de leurs logements, contrairement aux autres communes qui ont un recensement réel tous les cinq ans,.

En 2014, la commune comptait 20 469 habitants, en évolution de +3,54 % par rapport à 2008 (Haute-Savoie : +6,01 %, France hors Mayotte : +2,11 %).
| 1793 | 1800  | 1806  | 1822  | 1838  | 1848  | 1858  | 1861  | 1866  |
| ---- | ----- | ----- | ----- | ----- | ----- | ----- | ----- | ----- |
| 889  | 1 081 | 1 078 | 1 089 | 1 320 | 1 447 | 1 359 | 1 309 | 1 344 |

| 1872  | 1876  | 1881  | 1886  | 1891  | 1896  | 1901  | 1906  | 1911  |
| ----- | ----- | ----- | ----- | ----- | ----- | ----- | ----- | ----- |
| 1 360 | 1 352 | 1 327 | 1 252 | 1 280 | 1 271 | 1 262 | 1 216 | 1 268 |

| 1921  | 1926  | 1931  | 1936  | 1946  | 1954  | 1962  | 1968  | 1975   |
| ----- | ----- | ----- | ----- | ----- | ----- | ----- | ----- | ------ |
| 1 307 | 1 541 | 1 769 | 1 848 | 2 217 | 3 131 | 4 681 | 6 754 | 13 537 |

| 1982   | 1990   | 1999   | 2006   | 2011   | 2014   | - | - | - |
| ------ | ------ | ------ | ------ | ------ | ------ | - | - | - |
| 14 054 | 17 520 | 18 885 | 19 848 | 20 012 | 20 469 | - | - | - |

#### Pyramide des âges
Évolution de la pyramide des âges de la ville d'Annecy-le-Vieux, comparaison entre l'année 1999 et 1982 :
| Hommes | Classe d’âge | Femmes |
| ------ | ------------ | ------ |
| 508    | 75 à plus    | 750    |
| 1 157  | 60 à 74      | 1 490  |
| 2 525  | 40 à 59      | 2 807  |
| 2 850  | 20 à 39      | 2 584  |
| 2 203  | 0 à 19       | 2 018  |

| Hommes | Classe d’âge | Femmes |
| ------ | ------------ | ------ |
| 176    | 75 à plus    | 303    |
| 609    | 60 à 74      | 729    |
| 1 685  | 40 à 59      | 1 829  |
| 2 268  | 20 à 39      | 2 368  |
| 2 117  | 0 à 19       | 1 985  |

#### Répartition des ménages
Le nombre total de ménages ancileviens est de 8 490. Voici ci-dessous, les données en pourcentage de la répartition de ces ménages par rapport au nombre total de ménages.
Les Ménages
| Ménages de :                | 1 personne | 2 pers. | 3 pers. | 4 pers. | 5 pers. | 6 pers. ou + |
| --------------------------- | ---------- | ------- | ------- | ------- | ------- | ------------ |
| Annecy-le-Vieux             | 36 %       | 32,7 %  | 14,7 %  | 11,6 %  | 4,1 %   | 0,9 %        |
| Moyenne Nationale           | 31 %       | 31,1 %  | 16,2 %  | 13,8 %  | 5,5 %   | 2,4 %        |
| Sources des données : INSEE |            |         |         |         |         |              |

### Enseignement

#### Établissements éducatifs
Annecy-le-Vieux relève de l'académie de Grenoble. Celle-ci évolue sous la supervision de l'inspection départementale de l'Éducation nationale. La ville a établi quatre locaux d’accueil pour la petite enfance dont deux publics (Clarines et Lachat, deux bâtiments différents pour ce dernier) et deux privés (« La Souris Verte » et « Le Blé en herbe ») auxquels s’ajoute un relais assistance maternelle dans le Clos du Buisson. Les écoles primaires publiques et privées ont accueilli 581 élèves à la rentrée 2007 dans 21 classes alors qu'en 2003 on dénombrait 601 élèves. Pour ce qui est des écoles primaires en 2007, elles comptaient un total de 1 081 élèves dans 42 classes, alors que pour l'année 2005 le nombre d'élèves fut supérieur avec 1 133 élèves. La commune possède cinq restaurants scolaires et a mis en place une maison d’accueil pour l’enfance en danger.
Voici ci-dessous la liste exhaustive de tous les établissements scolaires de la ville :

#### Enseignement supérieur

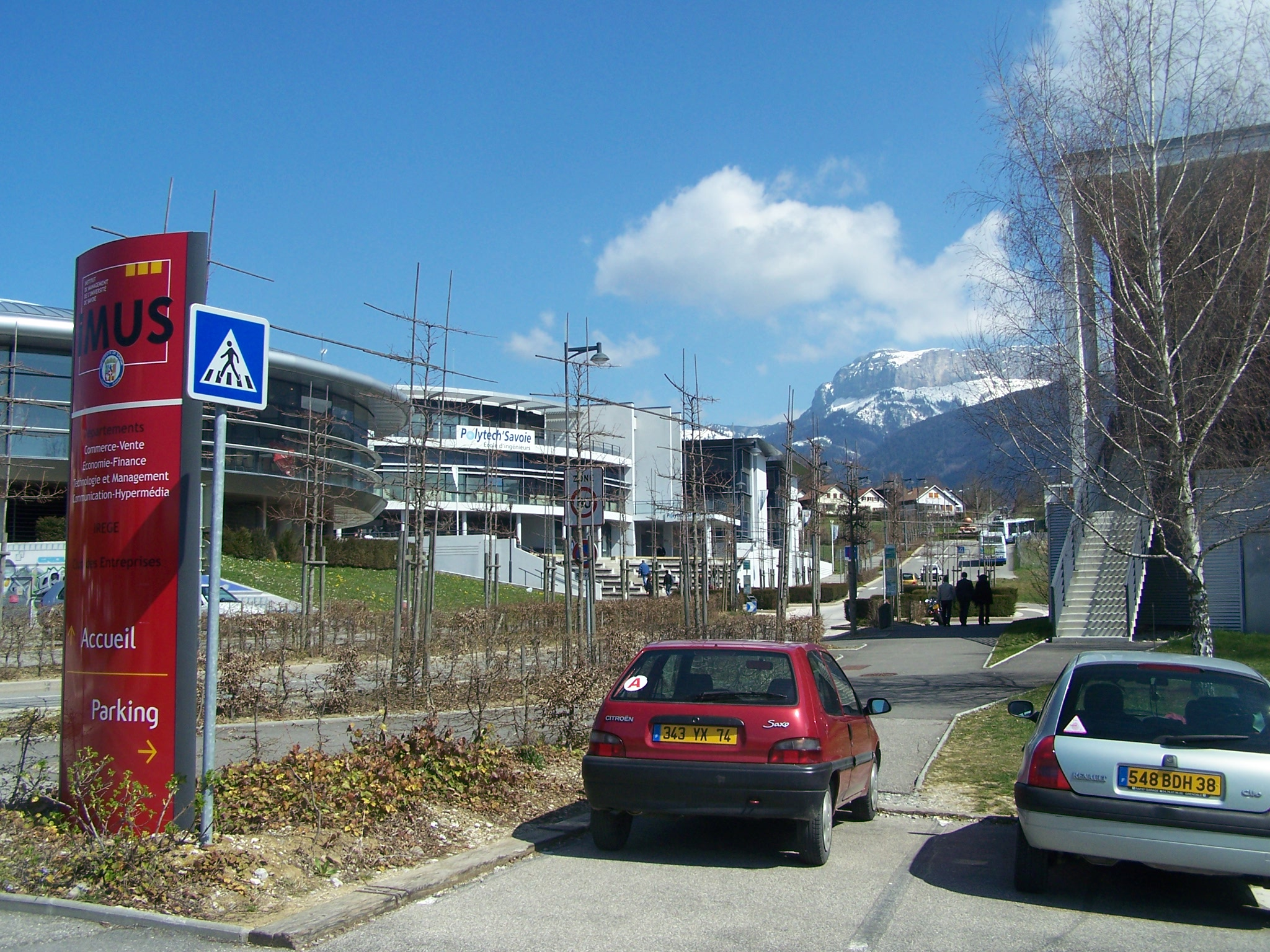
Campus de l'université de Savoie à Annecy-le-Vieux.

Annecy-le-Vieux est une petite ville universitaire. Elle abrite le campus technologique et commercial de l'université de Savoie.
Un site universitaire, rattaché à l'université de Savoie, qui a accueilli en 2003 plus de 4 000 étudiants, parmi les 7 000 du bassin annéciens, répartis entre : 
- l’Institut universitaire de technologie, créé en 1973, regroupe 2 115 étudiants en 2006 et délivre 8 DUT et 14 licences professionnelles (Gestion des entreprises et des administrations, Génie électrique et informatique industrielle, Génie mécanique et productique, Réseaux et télécommunications, Informatique, Mesures physiques, Qualité, logistique industrielle et organisation, Techniques de Commercialisation) ;
- l'UFR-ATE délivre des masters en économie-management et en information-communication ;
- l’IUP délivre 14 licences professionnelles, mais il serait en voie de disparition ;
- l'IAE Savoie Mont-Blanc forme des cadres d'entreprises polyvalents et rapidement opérationnels ;
- l’ICSV-CNAM (Institut commercial supérieur des Arts et Métiers ;
- Polytech'Savoie, récemment issu de la fusion entre ESIA et l'EGISEC de Chambéry, est une école d’Ingénieur (750 étudiants) ;
- le LAPP (Laboratoire d’Annecy-le-Vieux de physique des particules) qui est un laboratoire de l'Institut national de physique nucléaire et de physique des particules ;
- Le Centre international de langue française d'Annecy, accueille depuis 1999, des ressortissants étrangers dans le but de leur apprendre la langue française et de leur faite découvrir la culture et de la civilisation française (environ 250 étudiants de près de 50 nationalités en 2004) ;
- un institut rural de 240 élèves.

### Manifestations culturelles et festivités
Voici les principaux divertissements offerts par Annecy-le-Vieux :
- Musicales Gabriel-Fauré (16e édition en 2006).
- La course autour du lac, « l’Ancilevienne ».
- Haute-Savoie Mont-Blanc Cup, 13e édition en avril 2007. 750 jeunes joueurs de football de six pays européens.
- 1 boîte de nuit et plusieurs clubs privés.
- L'Ancileviennerie est une fête traditionnelle d'automne organisée en octobre (43e édition en 2024).

### Santé
La ville abrite les bâtiments d'une maison de retraite (résidence « La cour »), d'une MAPAD, d'un centre médico-social (aux Pommaries) et d'un centre dentaire mutualiste.

### Social
La ville abrite les bâtiments d'un Point « Info-Familles », d'un centre communal d’action sociale, d'un Espace emploi, d'un Service d'entraide aux anciens qui s'occupe des personnes âgées (depuis 1996) et des personnes handicapées (depuis 2003).

### Médias

#### Radios et télévisions
La commune est couverte par des antennes locales de radios dont France Bleu Pays de Savoie, ODS Radio, etc. Enfin, la chaîne de télévision locale TV8 Mont-Blanc diffuse des émissions sur les pays de Savoie. Régulièrement, l'émission La Place du village expose la vie locale du bassin annécien. France 3 et sa station régionale France 3 Alpes peuvent parfois relater les faits de vie de la commune.

#### Presse et magazines
La presse écrite locale est représentée par des titres comme Le Dauphiné libéré, L'Essor savoyard, Le Messager - édition Genevois, le Courrier savoyard.

#### Internet
Annecy-le-Vieux a été récompensée pour sa politique Internet par le label « Ville Internet » en 2006 (@).

### Sports

#### Les infrastructures
La ville abrite :
- Un complexe sportif aux Glaisins et six gymnases : Barattes, Évires, Henry-Wallon, La Salésienne, Le Bray, Les Pommaries (refait à neuf en 2006).
- Sans oublier en football l'Union Sportive d'Annecy le Vieux (l'U.S.A.V) avec de bonnes infrastructures 2 terrains synthétiques et un terrain honneur homologué.
- 3 terrains (dont un synthétique) dévolus aux équipes de rugby à XV au stade des Glaisins. Le Rugby-Club d’Annecy-le-Vieux est renommé pour la qualité de ses équipes.
- Un terrain d’entraînement dévolu au base-ball.
- un vaste spot pour roller, planche (skateboard) et vélo
- un club nautique avec une école de voile et un club d’aviron avec une section compétition pour les jeunes et une section loisirs pour les adultes.
- des courts de tennis.
- un centre équestre, le Rampignon, situé au pied du mont du même nom.

Voici les activités sportives qu'il est possible de faire dans la ville : 
- baignade, voile, planche à voile, ski nautique, plongée sous-marine et navigation, sur le lac ;
- randonnée pédestre, escalade, VTT, cyclotourisme, sur les nombreux monts et sentiers de la région d'Annecy ;
- tennis et équitation, sur les espaces installés à cet effet.

Parmi les sportifs ancileviens, on peut citer particulièrement Edgar Grospiron, skieur émérite, champion du monde et médaillé d’or aux Jeux Olympiques, lors des élections sur la liste de Bernard Accoyer.

#### L'USAV
L'USAV est le club de football de la ville d'Annecy-le-Vieux. Ce club est réputé pour la qualité de ces équipes de jeunes qui jouent les premiers rôles au niveau rhônalpin derrière les clubs professionnels que sont l'Olympique Lyonnais, l'AS Saint-Étienne et le Grenoble Foot 38. L'USAV est en partenariat depuis 2006 avec l'OL. Il se partage chaque saison le titre de meilleur club de Haute-Savoie avec le Annecy FC d'où cette rivalité légendaire donnant lieu à de bouillants et magnifiques derbies.

## Économie

### Revenus de la population et fiscalité
En 2010, le revenu fiscal médian par ménage était de 35 507 €.

### Emploi
L’industrie se répartit majoritairement dans deux zones d’emploi, mais en fait existe de manière diffuse à travers toute la commune, et emploie plus de 4 500 personnes (recensements 1999) sur Annecy-le-Vieux :
- Le Parc d’activités économiques des Glaisins, créé en 1972, regroupe sur 65 hectares, 250 entreprises fin 2011 (3 500 emplois dans 150 entreprises en 2002), la plupart spécialisées dans les secteurs de la haute technologie, l’informatique, la mécanique, l’électronique et la banque.
- Le Parc d’activité économique des Ilettes, en cours de restructuration, hébergeait plutôt des activités de PME artisanales, sur 25 hectares, 50 emplois dans 10 entreprises (2002).

Au total, plus de 8 000 personnes (recensements 1999) sont employées sur le territoire de la commune.

### Entreprises de l'agglomération
La commune accueille les sièges sociaux de trois sociétés particulièrement importantes :
- le groupe informatique Sopra Group ;
- le groupe de grande distribution Provencia (supermarchés et hypermarchés) ;
- le groupe Millet, fabricant d'articles d'alpinisme, y a son siège social.

D'autres entreprises industrielles sont sises à Annecy-le-Vieux, comme Creno, depuis 1980 (perçage acoustique des nacelles de moteur), CA 6 M€ en 2017, 50 p.

### Commerce
Les activités touristiques et commerciales se répartissent, à peu près équitablement, autour de 4 centres ou zones principaux : Albigny-le Petit-Port, rue des Écoles-Pommaries, avenue des Carrés-Les Clarines, Mairie-chef-lieu.
La ville abrite aussi :
- 2 supermarchés (Carrefour Market, Casino) ;
- 3 grandes enseignes spécialisées (Botanic, Kia, Peugeot) ;
- et un réseau dense de plus de 200 petits commerces (-600 m2) et services de proximité.

### Agriculture
L'agriculture est encore présente sur la commune avec 11 exploitations et 377 hectares exploités. L'élevage concerne 240 unités de gros bétail.
La forêt communale permettait une récolte de bois en feuillus et résineux de 310 m3 en moyenne chaque année. Après la tempête de 1999, la récolte a été en moyenne de 635 m3 en raison de la nécessité d'apurer les dégâts et de reconstruire la forêt.

### Tourisme

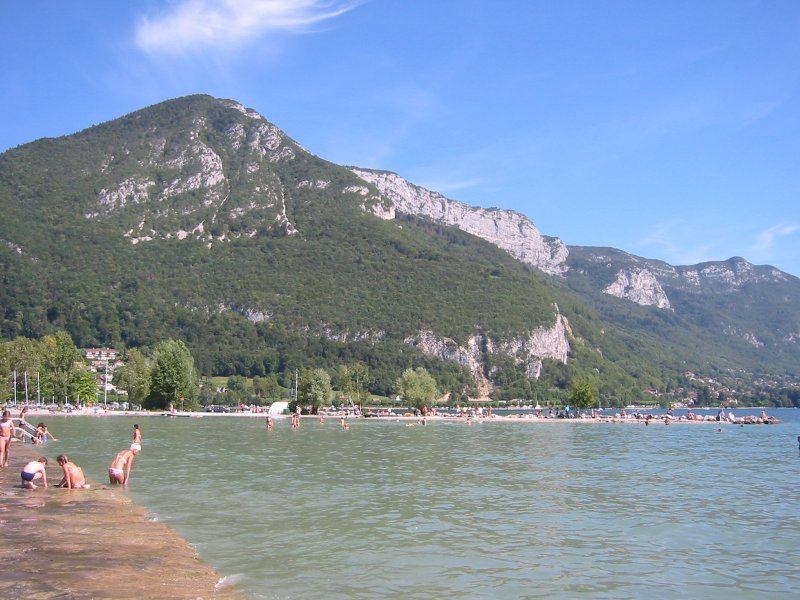
Plage d’Albigny, la petite anse.

Rappel des principaux endroits touristiques et activités d'Annecy-le-Vieux :
- 36 hôtels de tourisme ;
- 28 restaurants ;
- une boîte de nuit et plusieurs clubs privés ;
- une vaste aire pour les camping-cars à côté du lac.

Activités : baignade, voile, planche à voile, ski nautique, plongée sous-marine, location de bateaux, randonnée pédestre, escalade, VTT, cyclotourisme, tennis.
Points forts :
les bords du lac,
la plage d’Annecy-le-Vieux, spacieuse, bordée de fleurs, de végétaux et d’arbres, est l’une des plus fréquentées, et offre aux baigneurs un cadre harmonieux.
Le port de plaisance abrite 214 bateaux, avec une rampe pour la mise à l’eau, refaite en 2004.
Les roselières, en bordure du lac, sont un cadre agréable de promenade. Elles ont été restaurées en 1999, sont entretenues et sont le lieu d’habitation de nombreux oiseaux.
Un chemin lacustre sur passerelle a été créé en 2003 et depuis début 2007, la dernière propriété (4 500 m2) de la commune ayant un accès direct au rivage a été achetée pour 4,4 M€ ce qui va permettre de rendre au public l'ensemble de la presqu'île.

### Autres
- Centre d'appels téléphoniques de France Télécom (150 personnes).
- Carrière Camarco sur un flanc du Mont-Veyrier.

### Monuments et lieux touristiques

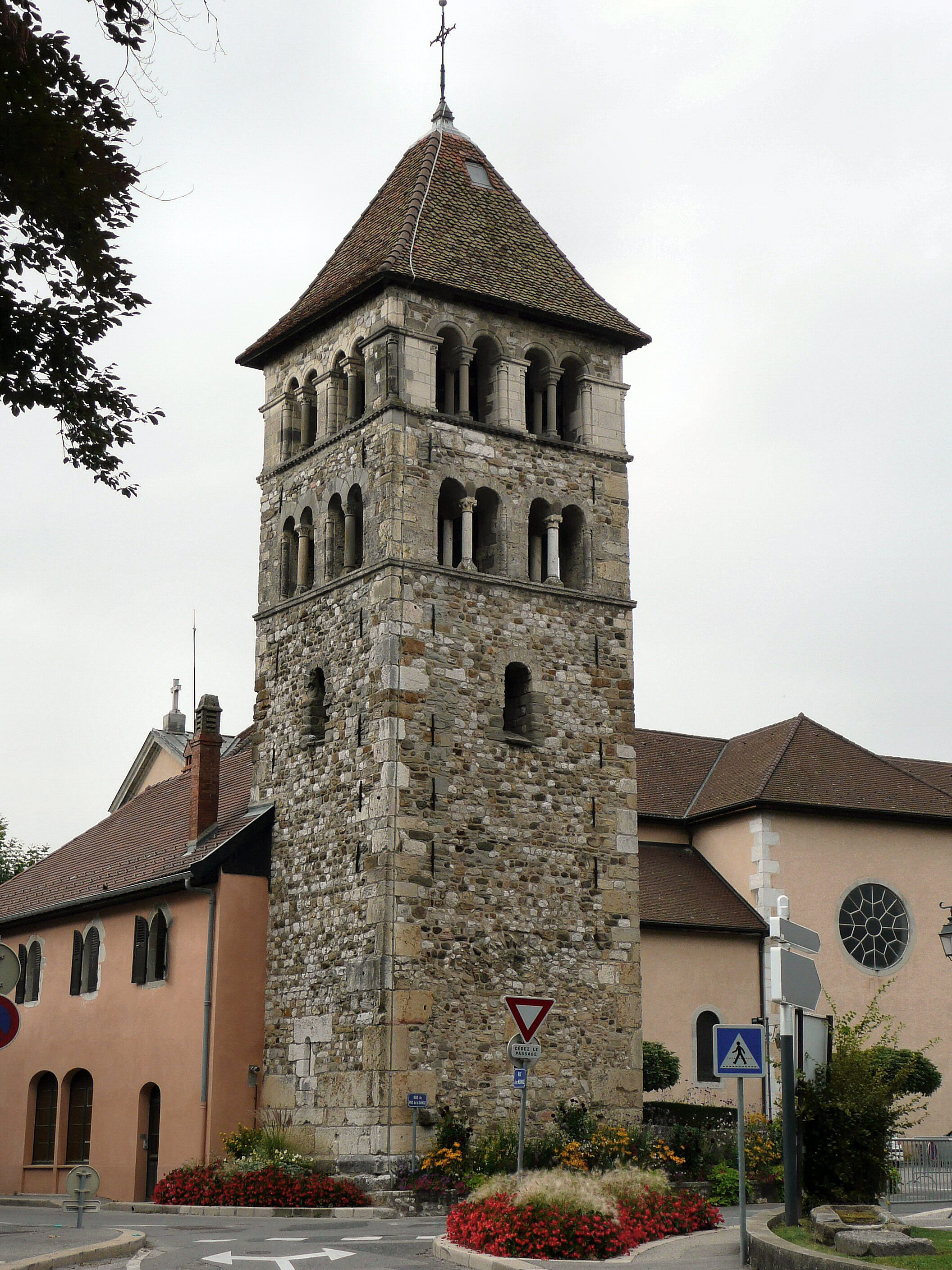
Le clocher roman d'Annecy-le-Vieux.

## Culture et patrimoine

### Espaces verts

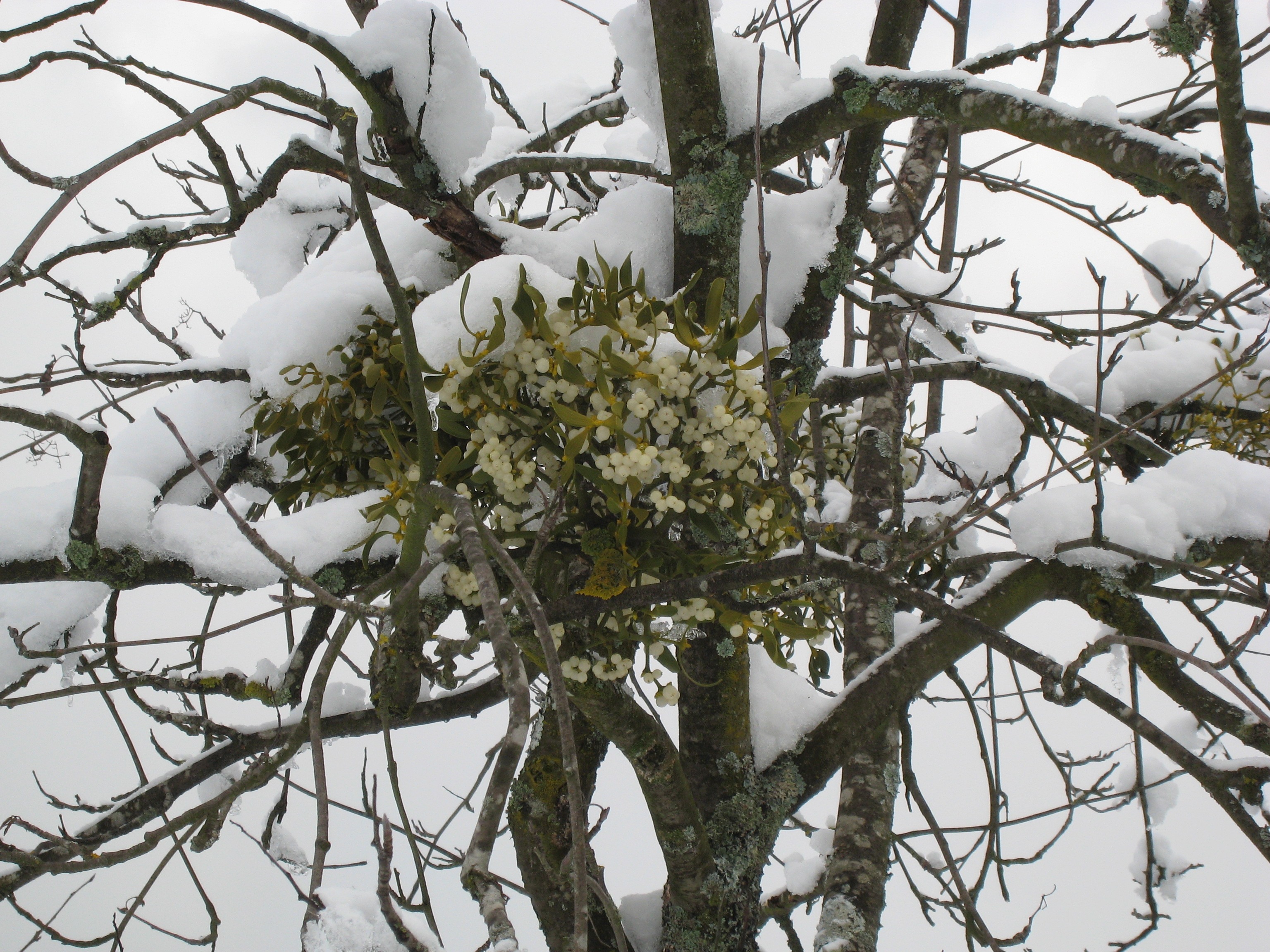
Une touffe de gui ancilevienne.

Récapitulatif de la verdure ancilevienne :
- En 2014, le jury régional du concours des villes et villages fleuris a confirmé le maintien du classement de la commune en « 2 fleurs »[27].
- La population dispose de 11 parcs et jardins publics, sans compter le vaste domaine forestier de la commune : parc des Raisses (2 hectares), parc de Vignières/Pommaries (2 hectares en cours d'aménagement), parc Gabriel Fauré (6 700 m2), parc du Petit Brogny (6 500 m2), parc du Lachat (4 900 m2), square d'Albigny (1 200 m2), Aire de pique-nique d'Albigny (2 500 m2)… La commune propose aussi de nombreux chemins et ruelles de charme agréables pour se promener formant un véritable réseau pédestre permettant de relier les divers territoires.
- Un nouvel espace de 5 hectares, à la fois place urbaine et parc paysager est en fin d'aménagement. Le projet ayant été choisi en novembre 2005 par les Ancileviens, parmi quatre projets, permet de relier entre aux plusieurs quartiers, et comprend des voies de circulation (automobiles, bus, vélos, piétons), un parking souterrain de 180 nouvelles places trop peu utilisé actuellement selon l'opposition [28], un skatepark, une structure petite enfance, un jardin d'enfant et deux hectares de parc paysager. Les travaux ont débuté en septembre 2006 et devraient se terminer début 2008.
- Le vallon du Fier, est un poumon vert et sauvage situé à la limite nord de la commune qu'il côtoie sur plusieurs kilomètres. Le Fier est une rivière-torrent des Préalpes de Haute-Savoie, qui traverse l'agglomération d'Annecy. Sur une grande distance, entre le pont de Brogny et le Pont de Tasset, la communauté de l'agglomération d'Annecy a décidé de valoriser ce milieu naturel et de le rendre aux habitants. Les travaux devraient débuter en 2007, il concerne 118 hectares de berges.
- Le mont Rampon (957 m) et le mont Veyrier (1 291 m) sont riches en sentiers de randonnées offrant un magnifique panorama sur le lac, sur toute l’agglomération d’Annecy, et sur les montagnes (les Aravis, la Tournette, le Semnoz et le plateau des Glières).
- Le mont Rampignon (894 m) propose un sentier botanique d'environ deux heures de marche, et aussi permet également d'avoir des vues magnifiques sur la ville d'Annecy et le lac.
- Le 10 octobre 2010 a été lancée l'opération « 21 000 arbres pour 21 000 ancileviens » sur quatre années. Lors de la première année plus de 3 500 arbres, essentiellement des chênes, tilleuls et genévriers ont été plantés, dans des lieux publics et privés.

### Gastronomie
La commune possède vingt-huit restaurants.

### Patrimoine culturel et associatif

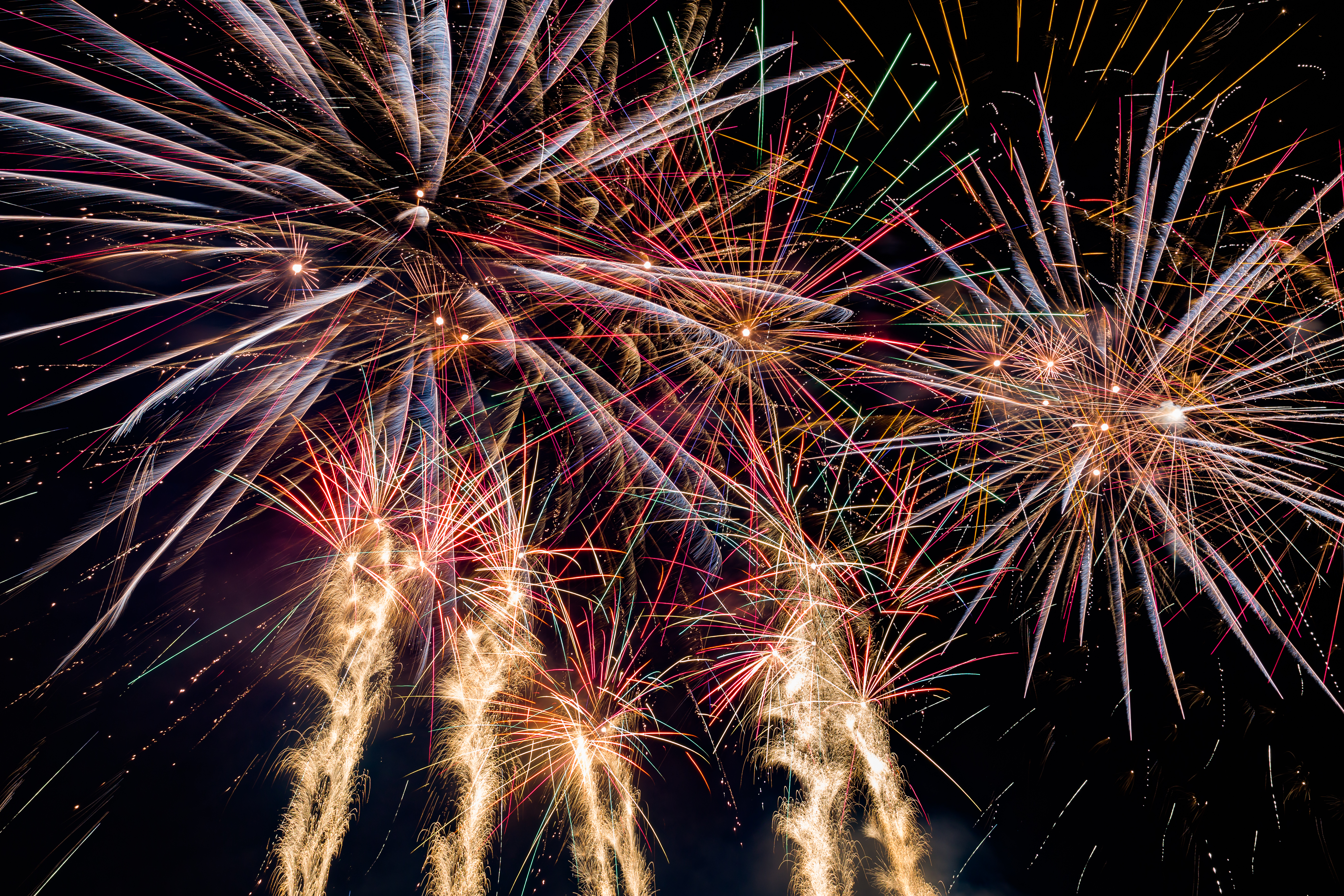
Feu d'artifice du 14-Juillet 2015.

- Une Maison des Jeunes et de la Culture, avec 1 932 adhérents (2001). Elle assure de nombreuses formations dans le cadre de ses activités. La MJC des Carrés créée en 1970 propose en plus des activités artistiques, physiques, scientifiques un espace multimédia et des commissions permettant aux Ancileviens de participer aux projets de la MJC et d'animer leur ville.
- Un espace de rencontres et de spectacles aux Glaisins.
- Deux bibliothèques municipales (Les Tilleuls, Pommaries) et une bibliothèque universitaire.
- La salle de l'Abbaye accueille des expositions.
- Le hall de l'hôtel de ville accueille des expositions.

La culture vit également à travers le tissu associatif.
La première association a été créée en 1909, et s'appelait Société de tir scolaire et d'adultes d'Annecy-le-Vieux. Au total, jusqu'à aujourd'hui, plus de 700 associations ont été créées et déclarées à la préfecture. En 2008, 120 associations diverses œuvraient dans la commune.

### Personnalités liées à la commune
- Jean Allarmet de Brogny, (1342-1426), cardinal, juriste, vice-chancelier de l'Église catholique, légat du pape, président du concile de Constance. Nommé vice-chancelier de l'Église par l'anti-pape Benoît XIII, il mit fin au grand schisme d'Occident, puis pris une part essentielle dans le rétablissement de l'autorité unique de Rome, en prenant une part active à la déchéance des anti-papes Benoît XIII, Jean XXIII et Grégoire XII dont il reçut l'abdication. Président du concile de Constance de 1417, il couronne le pape Martin.
- Astolphe de Custine (1790-1857), écrivain.
- Jacques Replat (1802-1866), avocat et romancier, poète et historien.
- Eugène Sue (1804-1867), écrivain. Il est l'auteur des Mystères de Paris. Condamné à l'exil par Napoléon III, il s'installe à Annecy-le-Vieux en 1852 jusqu'à sa mort le 3 août 1857. Il est enterré au cimetière de Loverchy à Annecy.
- John Ruskin (1819-1900), écrivain et poète.
- Gabriel Fauré (1845-1924), compositeur.
- Joseph Baud (avril 1864-24 décembre 1904), capitaine de l'armée française et colonisateur du Dahomey.
- Jean Vallette d'Osia (1898-2000), général français, chef de la Résistance intérieure française en Haute-Savoie, chef de corps du 27e bataillon de chasseurs alpins, commandant de la 27e division d'infanterie alpine.
- Anne de Guigné (1911-1922), « Vénérable ».
- Bernard Accoyer (1945), homme politique, maire d'Annecy-le-Vieux, député.
- Lionel Tardy (1966), homme politique, député.
- Timothée Rey (1967), écrivain.
- Edgar Grospiron (1969), skieur émérite, champion du monde et médaillé d’or aux Jeux Olympiques, habitant.
- Sylvie Becaert (1975), championne du monde et olympique de biathlon, habitante.
- Djamel Mesbah (1989), footballeur international algérien, formé au club de la ville, l'USAV.

### Héraldique
|  | Les armes d'Annecy-le-Vieux se blasonnent ainsi : Écartelé : au premier d’azur à la double croix de gueules (à enquerre) à la bordure d’or, au deuxième de gueules à une truite d’argent en bande, au troisième de gueule à une cloche d’argent bataillée de sable ; au quatrième d’or à un pampre à la feuille sinople et grappe de sable aux reflets d’argent. - Le 1 sont les armoiries du cardinal de Brogny. - Le 2 est un poisson représentant le Lac d'Annecy. - Le 3 évoque la présence prestigieuse de la fonderie Paccard pendant 132 ans. - Le 4 évoque la présence de la vigne pendant des siècles sur les adrets de la commune. |

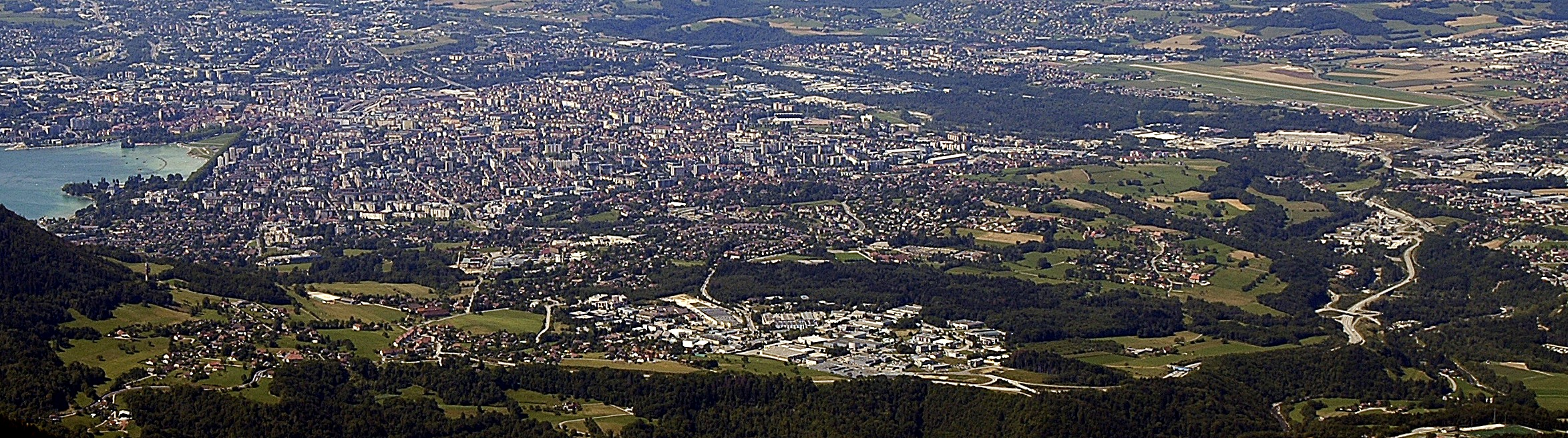
La commune d'Annecy-le-Vieux (sauf le Petit Port) vue depuis le sommet du Parmelan. Cf. la page de la photo pour plus de détails.